# The Ancient Port of Jaffa
Pour plus de détails, voir Fiche technique et Distribution.
The Ancient Port of Jaffa est un documentaire américain sorti en 1912, tourné en Palestine, durant le printemps 1912 par Sidney Olcott avec la troupe des Kalemites débarquant à Jaffa.

## Fiche technique
- Réalisation : Sidney Olcott
- Scénario :
- Production : Kalem
- Directeur de la photo : George K. Hollister
- Décors :
- Longueur :
- Date de sortie : 1912
- Distribution : General Film Company